# Церковь Иоанна Предтечи (Каргополь)
Це́рковь Рождества Иоа́нна Предте́чи — белокаменный православный храм в городе Каргополе Архангельской области.

## История
Церковь построена в 1740—1751 годах на месте деревянной приходской церкви на Соборной площади слева от Христорождественского собора.
С 1994 года находилась в составе Каргопольского историко-архитектурного и художественного музея-заповедника. В 1996 года передана Архангельской и Холмогорской епархии.
В церкви имелась икона местного святого: большой образ каргопольских чудотворцев.

## Архитектура и убранство
Самая высокая в городе (35 м), подчеркнуто строгая по форме, эта церковь с куполами в стиле барокко высится над окружающей местностью с тремя ярусами окон. Нижние — со скруглёнными полуциркульными сводами, верхние — восьмиугольные. На четырёхскатной крыше — большие, широко расставленные каменные барабаны с барочным пятиглавием: над приземистыми нижними куполами — ещё по малой маковке, отчего создаётся впечатление нарядности, как в деревянном зодчестве, многоглавия. Единственная церковь с двойными куполами.
Большая алтарная пристройка затейливо крыта тремя килевидными кровельками, и над каждой — по маковке. С запада примыкает к церкви невысокая паперть с двухскатной кровлей, с северной стороны — крытое крыльцо.
Хотя здание находится в хорошем состоянии, храм совершенно лишен внутреннего убранства. Иконостас обозначен лишь несколькими бумажными иконками на фанерных щитах, огромное пространство храма начисто лишено икон.

## Духовенство
Настоятель прихода — протоиерей Андрей (Усачёв), клирик прихода — иерей Михаил (Бузынкин).
Приходом создана и опекается молитвенная комната в Няндомском специнтернате для малолетних правонарушителей.
Также создана и опекается молитвенная комната в Каргопольском доме престарелых и инвалидов.
При храме работает воскресная школа для детей.